# SYR5
SYR5 je album z roku 2000, jehož autoři jsou Kim Gordon, DJ Olive a Ikue Mori. Tematicky spadá do řady alb vydaných pod vydavatelstvím skupiny Sonic Youth SYR (odtud zkratka SYR v názvu).

## Skladby
1. "Olive's Horn" – 4:22
2. "International Spy" – 2:41
3. "Neu Adult" – 2:35
4. "Paperbag / Orange Laptop" – 6:18
5. "Stuck on Gum" – 4:05
6. "Fried Mushroom" – 8:25
7. "What Do You Want? (Kim)" – 3:55
8. "Lemonade" – 6:38
9. "We Are the Princesses" – 3:36
10. "Take Me Back" – 4:25
11. "Take It to the Hit" – 7:32